# Tartas
Tartas – miejscowość i gmina we Francji, w regionie Nowa Akwitania, w departamencie Landy.
Według danych na rok 1990 gminę zamieszkiwało 2769 osób, a gęstość zaludnienia wynosiła 91 osób/km² (wśród 2290 gmin Akwitanii Tartas plasuje się na 158 miejscu pod względem liczby ludności, natomiast pod względem powierzchni na miejscu 278).